# Titularbistum Sila
Sila ist ein Titularbistum der römisch-katholischen Kirche.
Die in Nordafrika gelegene Stadt war ein alter römischer Bischofssitz, der im 7. Jahrhundert mit der islamischen Expansion unterging. Er lag in der römischen Provinz Numidien.
| Titularbischöfe von Sila |                                                        |                                                  |                   |                   |
| Nr.                      | Name                                                   | Amt                                              | von               | bis               |
| 1                        | Francis Spellman                                       | Weihbischof in Boston (USA)                      | 30. Juli 1932     | 15. April 1939    |
| 2                        | Thomas Arthur Connolly                                 | Weihbischof in San Francisco (USA)               | 10. Juni 1939     | 18. Mai 1950      |
| 3                        | Cornelius Lucey                                        | Koadjutorbischof von Cork (Irland)               | 14. November 1950 | 24. August 1952   |
| 4                        | Joseph Truong-cao-Dai OP                               | Apostolischer Vikar von Hai Phòng (Vietnam)      | 8. Januar 1953    | 29. Juni 1969     |
| 5                        | Alberto Rencoret Donoso Titularerzbischof pro hac vice | emeritierter Erzbischof von Puerto Montt (Chile) | 18. Mai 1970      | 26. Februar 1976  |
| 6                        | Michael Murphy                                         | Koadjutorbischof von Cork und Ross (Irland)      | 1. April 1976     | 23. August 1980   |
| 7                        | Leoncio Leviste Lat                                    | Weihbischof in Malolos (Philippinen)             | 30. August 1980   | 6. November 2002  |
| 8                        | Angelo Amato SDB Titularerzbischof pro hac vice        | Kurienerzbischof                                 | 19. Dezember 2002 | 20. November 2010 |
| 9                        | Savio Hon Tai-Fai SDB Titularerzbischof pro hac vice   | Kurienerzbischof                                 | 23. Dezember 2010 |                   |